# 瓦特切爾斯科耶湖
62°17′58″N 32°24′40″E / 62.29944°N 32.41111°E
瓦特切爾斯科耶湖（俄语：Ватчелское），是俄羅斯的湖泊，位於該國西北部，由卡累利阿共和國負責管轄，面積29.62平方公里，海拔高度138.5米，湖岸線長度31.2公里，最大水深4.5米。